# Hypotaenidia poeciloptera
Il rallo alibarrate (Hypotaenidia poeciloptera (Hartlaub, 1866)) era un uccello della famiglia dei Rallidi, recentemente scomparso, originario delle isole Figi.

## Descrizione
Il rallo alibarrate era un grosso Rallide (35 cm) probabilmente incapace di volare, munito di un robusto becco. Sulle regioni superiori il piumaggio era marrone e su quelle inferiori grigio scuro; nella parte centrale della gola era presente una macchia biancastra; sulle ali, color castano brillante, spiccava una serie di barre nere. Il becco era giallo e arancio, l'iride marrone chiaro e le zampe e i piedi di colore giallo. I maschi erano più piccoli delle femmine.
Il parente più stretto del rallo alibarrate è il rallo delle Salomone (H. woodfordi) delle isole omonime, ma molto probabilmente queste due specie costituiscono i relitti di un gruppo più numeroso, dall'areale più vasto.

## Distribuzione e habitat
La specie era presente unicamente su due isole delle Figi: Viti Levu e Ovalau.

## Biologia

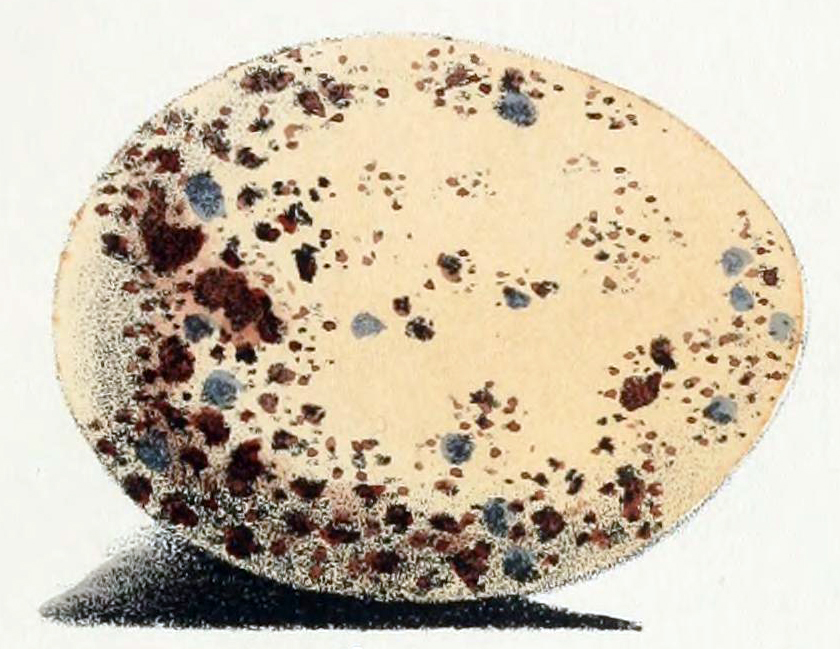
Uovo di rallo alibarrate.

Le uniche osservazioni riguardanti la biologia di questa specie sembrano essere state quelle compiute da Edgar Leopold Layard, che nel 1875 scrisse:
Ernst Mayr (1945) sosteneva che il rallo alibarrate fosse il misterioso sasa, un uccello incapace di volare noto ai figiani, che viveva nelle cavità del suolo delle zone montuose.

## Estinzione
Molti naturalisti, compresi i membri della «Whitney South Seas Expedition» (una serie di esplorazioni guidate negli anni venti dall'American Museum of Natural History, finanziate da Harry Payne Whitney), hanno cercato questo rallo senza successo. L'ultimo esemplare conosciuto venne catturato nel 1890, ma David Holyoak sostenne di avere avvistato l'uccello nel 1973. Si ritiene che le responsabili della sua scomparsa siano state le manguste, introdotte dall'uomo, sebbene altri uccelli terricoli presenti nelle stesse zone siano sopravvissuti.
Ne rimangono solamente alcuni esemplari impagliati, conservati a Cambridge (Massachusetts), Berlino, Boston, Leida, Liverpool, Tring e New York.